# Quelea
Genre
Le genre Quelea regroupe trois espèces de passereaux africains appartenant à la famille des Ploceidae.

## Liste des espèces
D'après la classification de référence (version 2.2, 2009) du Congrès ornithologique international (ordre phylogénique) :
- Quelea cardinalis – Travailleur cardinal
- Quelea erythrops – Travailleur à tête rouge
- Quelea quelea – Travailleur à bec rouge